# Emilio Gueret
Emilio Julio Gueret es un político y escribano argentino, que ocupó el cargo de Interventor Federal y de Gobernador de Misiones entre el 15 de junio y el 25 de octubre de 1962.
Fue el primer presidente del Colegio de Escribanos de la Provincia de Misiones en diciembre de 1952.